# Команда «А»
«Кома́нда „А“» (англ. The A-Team) — американский комедийно-приключенческий телевизионный сериал. Впервые был показан 23 января 1983 года на канале NBC. С 1983 по 1987 года было снято 98 эпизодов. Авторы идеи — Стефен Дж. Кэннел и Фрэнк Люпо.
Сериал «Команда „А“» трижды номинировался на премию Эмми за музыку (1983, 1984, 1987), а в 1984 году получил награду «Народный выбор» (англ. People's Choice Award) как лучшая новая программа на телевидении. В том же 1984 году Мистер Ти удостоился премии «Новая звезда» за роль в этом сериале. В 1985 телесериал победил в категории «Лучший экшн-сюжет» (наградили каскадёра), а также удостоился Эмми за лучшую звукооператорскую работу. В 1986 году «Команду „А“» снова отметили: приз за лучший каскадёрский трюк.

## Сюжет
На дворе — 1972 год. Вьетнам. Группу американских военных обвиняют в преступлении, которого они не совершали, и отдают под трибунал. Под руководством полковника Джона «Ганнибала» Смита (Джордж Пеппард) попавшие под подозрение бойцы совершают побег. Им удаётся скрыться в Лос-Анджелесе, где они формируют спецотряд наёмников — Команду «А». Эта команда отныне помогает людям, попавшим в беду.

## В ролях
- Джордж Пеппард — полковник Джон «Ганнибал» Смит
- Мистер Ти — сержант Боско «Би. Эй» Баракус
- Дирк Бенедикт — лейтенант Темплтон «Красавчик» Пек (В пилотной серии роль исполнил Тим Даниган)
- Дуайт Шультц — капитан «Безумный Вой» Мэрдок
- Джон Эшли — рассказчик
- Мелинда Кулеа — Эмми Аманда Алан
- Ланс Лего — полковник Родерик Деккер
- Карл Франклин — Капитан Крейн
- Эдди Велез — Френки Сантана
- Роберт Вон — генерал Стоквелл
- Марла Хизли — Таня Бейкер
- Джуди Лэдфорд — Карла
- Миллс Уотсон — Страйкер
- Дэниел Дэвис — Филипс
- Рэд Уэст
- Дэнни Уэлс
- Джим Боэк
- Род Страйкер
- Алан Фьюдж
- Халк Хоган
- Джеймс Хонг
- Джон Сэксон
- Бетси Рассел
- Майкл Делано
- Джеффри Льюис
- Брайон Джеймс
- Дин Стоквелл
- Деннис Хейсберт
- Кертвуд Смит
- Уильям Смит — Димитрий Шастакович (серия The A-Team Is Coming)
- Джин Шерер — Михаил-Иван Педавич (серия The A-Team Is Coming)
- Раиса Данилова — Екатерина Карпова (серия The A-Team Is Coming)
- Курт Лоуэнс — Замятин, посол СССР (серия The A-Team Is Coming)
- Джон Амос
- Роберт Дэви
- Кристин Медоуз
- Эндрю Дивофф
- Титос Вандис — Папа Котеро

## Персонажи
- Полковник Джон «Ганнибал» Смит — глава, «голова» и командир отряда. Самый умный и находчивый из членов группы. Почти всегда находит способ выкарабкаться из безвыходных ситуаций. Его чувство юмора не знает границ - шутит, даже когда уже очевидно, что "всё пропало".
- Сержант Боско «Д.Н.» («Дурной Нрав») Баракус — брутальный член команды с грозным видом и угрюмым лицом. Самый сильный и мужественный персонаж. Его основные задачи - раскидать в одиночку несколько противников, прикрывая своих не столь внушительных товарищей, и всегда быть на старте за рулём микроавтобуса Команды - GMC Vandura G-15. Однако, при всей суровости, панически боится летать, из-за чего его приходится усыплять, чтобы перелёт прошёл без возражений и проблем.
- Лейтенант Темплтон «Красавчик» Пек — член группы – само обаяние. Обладает двумя основными сверхкачествами: может достать то, что достать в принципе невозможно. А учитывая то, что он буквально очаровывает женщин — то частенько пользуется этим для задач Команды.
- Капитан «Безумный Вой» Мэрдок — пилот. Умеет управлять большинством воздушных транспортных средств. Порой ведёт себя как сумасшедший, из-за чего довольно долгое время провёл в психиатрической клинике. Постоянно достаёт Д.Н., но в самой пиковой ситуации всегда берёт себя в руки.